# Andel Energi A/S
Andel Energi er Danmarks største energiselskab med mere end 1,2 mio. privat- og erhvervskunder i hele Danmark (2024). Andel Energi holder til i Svinninge på Vestsjælland og beskæftiger omkring 400 medarbejdere. Andel Energi udbyder en bred vifte af produkter: el, gas, varmepumper, ladeløsninger til elbil, solcelleanlæg, serviceaftaler samt energirådgivning. 
Andel Energi, Danmarks største energiselskab, arbejder sammen med Clever, Danmarks største ladenetværk, om at tilbyde kunderne en samlet løsning, som kombinerer både ladeløsning, opladning ude og strøm til hjemmet. 
Andel Energi opkøbte i foråret 2022 varmepumpefirmaet Enova Energy. Andel Energi håndterer sammen med Enova Energy et komplet varmepumpe forløb for både private og erhvervskunder.
Andel Energi har fokus på at udvikle og tilbyde fremtidssikrede energiløsninger til gavn for alle. Som de eneste på energimarkedet tilbyder Andel Energi en elaftale, som er anbefalet af Danmarks Naturfredningsforening, nemlig elaftalen SolEnergi. 
I 2023 og 2024 kårede forbrugerne Andel Energi som det mest bæredygtige brand i branchen i Sustainable Brand Index undersøgelsen. 
Appen Andel Energi har mere end 1 million downloads. I 2024 blev Andel Energis digitale selvbetjening kåret som den bedste i branchen i EPSI-målingen.

## Historie
Andel Energi har rødder mere end 100 år tilbage i flere store danske energiselskaber, herunder NESA, DONG Energy, Ørsted og SEAS-NVE. 
Dansk Naturgas A/S blev stiftet i 1972 og skiftede navn til DONG Energy (en forkortelse for Dansk Olie og Naturgas) i 2006 efter en fusion med elselskaberne Elsam, NESA, Energi E2, Frederiksberg Forsyning og Københavns Energi året forinden. I 2013 besluttede Folketinget at sælge 19% af aktierne i selskabet til Goldman Sachs og i 2016 blev DONG Energy børsnoteret. Samme år skiftede de navn til Ørsted.
Elselskabet SEAS-NVE blev stiftet i 2005 ved en sammenlægning af SEAS (stiftet 1912 som Sydøstsjællands Elektricitets Aktieselskab) og NVE (stiftet 1913 som Nordvestsjællands Elforsyning og med hovedsæde i Svinninge). SEAS-NVE forsynede den vestlige og sydlige del af Sjælland samt Lolland, Falster og Møn.
SEAS-NVE købte i september 2019 Ørsteds privatkundeforretning. I 2022 skiftede skiftede selskabet navn til Andel Energi. Andel Energi er en del af Andel-koncernen.  

## Ledelse
- Bestyrelsesformand: Jesper Hjulmand, CEO Andel (2024)
- CEO for Andel Energi: Marlene Holmgaard Fris (2024)